# Per Teodor Cleve
Per Teodor Cleve (Stockholm, 10 februari 1840 – Uppsala, 18 juni 1905) was een Zweeds scheikundige en geoloog.

## Biografie
Cleve studeerde in 1858 af aan het Stockholm-gymnasium en begon vervolgens aan een studie mineralogie aan de Universiteit van Uppsala. Hij promoveerde in 1863 en werd aansluitend docent scheikunde. In de jaren 1866/67 ondernam Cleve een reis door Engeland, Frankrijk, Italië en Zwitserland. Later bezocht hij ook Noord-Amerika.
Na zijn terugkeer in Zweden werd hij in 1870 hoogleraar scheikunde aan het Teknologiska Institute en vanaf 1874 aan de universiteit van Uppsala. In 1871 werd hij gekozen tot lid van de Koninklijke Zweedse Academie van Wetenschappen en in 1894 ontving hij de Davy-medaille van de Royal Society.
In 1874 toonde Cleve aan dat didymium, toen gezien als element, eigenlijk uit twee elementen bestond, namelijk neodymium en praseodymium. In 1879 ontdekte hij twee tot dan toe onbekende elementen die hij holmium (van Holmia, de Latijnse naam van Stockholm) en thulium (van Thule, de oude naam van Scandinavië) noemde. Datzelfde jaar toonde zijn onderzoek aan dat de eigenschappen en positie (21) in het periodieke tabel van het door Lars Nilson ontdekte element scandium overeenkwam met het hypothetische element 'ekaboron' dat door Dmitri Mendelejev was voorspeld. Het uraniumhoudende mineraal cleviet is naar hem genoemd.
In zijn latere jaren voerde hij een uitgebreide studie uit naar plankton.
Cleve was gehuwd met de onderwijzeres Alma Öhbom. Hun dochter, Astrid M. Cleve (1875-1968) was de eerste vrouw in Zweden die een wetenschappelijke doctoraaltitel kreeg. Ze huwde met de in Duitsland geboren Zweedse biochemicus Hans von Euler-Chelpin, Nobelprijslaureaat in 1929. Zijn kleinzoon, Ulf Svante von Euler, zou in 1970 de Nobelprijs voor de Fysiologie of Geneeskunde krijgen.
- Bibsys: 90679862
- Bibliothèque nationale de France: cb12560234d (data)
- Author citation (botany): Cleve
- Gemeinsame Normdatei: 116545747
- International Standard Name Identifier: 0000 0001 2095 6737
- KulturNav: 819e3754-f715-4faf-be8e-949c6e7d2475
- Library of Congress Control Number: no2001065630
- Nationale Bibliotheek van Tsjechië: ntk20201069765
- Nationale bibliotheek van Australië: 35051861
- Nederlandse Thesaurus van Auteursnamen: 181458020
- Réseau des bibliothèques de Suisse occidentale: 02-A003111461
- LIBRIS: 311848
- SNAC: w61c3w18
- Système universitaire de documentation: 085976814
- Trove: 812524
- Virtual International Authority File: 17338208
- WorldCat: E39PBJhMhY9XhfJygR8g7xMF8C